# 埼玉りそな銀行
株式会社埼玉りそな銀行（さいたまりそなぎんこう、英: Saitama Resona Bank, Limited）は、埼玉県さいたま市浦和区に本店を置く、りそなホールディングス傘下の都市銀行。

## 概要
大和銀ホールディングス（現・りそなホールディングス）の子会社として設立後、埼玉銀行と協和銀行が合併して誕生した旧あさひ銀行の埼玉県内店舗および東京都内店舗の一部を継承する銀行として営業を開始した（その他の旧あさひ銀行の店舗は同グループのりそな銀行が継承）。
旧埼玉銀行の経営基盤を引き継いでおり、営業地盤の埼玉県においてはメガバンク3行を抑えて預金ならびに貸出金ともにトップシェアを誇り、約730万人の同県民のおよそ60%にあたる約450万件の個人口座を有する。また、かつての埼玉銀行の流れから、埼玉県を含む県内64の自治体のうち61の自治体から指定金融機関に指定されている。こうしたことから、一部市区町村役所・役場には埼玉りそな銀行の最寄支店職員が常駐する出納窓口があるほか、多くの埼玉県内の市区町村役所・役場やその周辺には同行ATMが設置されている。りそなグループの他社と違い、埼玉県のマスコット「コバトン」を現金用封筒や社員の名刺、及びキャッシュカード（個人顧客の「普通預金口座」に限って発行）などに使用している。このように名目上は都市銀行でありながら、地方銀行のような地域密着経営を行なっている。
本店はさいたま市浦和区（旧・浦和市）に所在する「さいたま営業部」である。同営業部は、もともと埼玉銀行本店営業部であった所以から、営業室（窓口・ロビー）の延べ床面積はメガバンクの本店営業部と同等の規模を誇る。建物は1977年にBCS賞を受賞している。有人店舗128店のうち125店を埼玉県内に展開する。地方銀行のように同じ駅前の東西両側に支店を設置しているエリアが複数所在する。埼玉県外の店舗については東京支店のほか、埼玉県と隣接する群馬県の高崎市と太田市に法人取引向けの出張所である「たかさきビジネスオフィス（本庄支店高崎出張所）」「おおたビジネスオフィス（熊谷支店太田出張所）」を展開している。店舗は東京支店やあさひ銀行時代に新設されたさいたま新都心支店などを除いて旧埼玉銀行時代に設置された土地建物を使用しており、協和銀行と合併してあさひ銀行（本店は東京都千代田区大手町）となっていた旧埼玉銀行が創業地へ戻ってきた恰好となっている。なお、本社の一部機能は、りそなホールディングス東京本社内（東京都江東区木場）に設置している。
旧あさひ銀行のうち埼玉県内および旧埼玉銀行の親密な法人取引先を分割継承したため、住宅ローン等の個人向け融資の割合が上昇し貸出金に占める不良債権比率が少なく、発足当初の自己資本比率は7%台後半を示していた（2009年度中間期決算時は10.78%）。事実上国有化されたりそなグループの中では唯一の優良行とされる。
旧埼玉銀行が都市銀行であり、都市銀行間ネットワークのBANCS加盟であったことなどから、都市銀行扱いになるが、金融庁の銀行分類では「その他」に区分されている。他の都市銀行4行（みずほ銀行、三菱UFJ銀行、三井住友銀行、りそな銀行）が金融庁の直接の監督を受けるのに対し、当行は地方銀行と同様に関東財務局の監督を受ける。金融庁の2014年2014年7月の金融モニタリングレポートにおいて（p2)は、都市銀行と地域銀行の双方に含まれている。

### りそな銀行特別金融支援時の影響
小泉内閣下の2003年5月、りそな銀行は国に対して預金保険法102条1号措置に基づく予防的資本注入の申請を行い、1兆円規模の公的資金を同行株式の取得によって注入され、実質国有化された。
この措置は、りそな銀行単独であった事から、地元紙の『埼玉新聞』や全国紙の地域（埼玉県）版では県内経済への打撃を懸念する趣旨の記事は少なかった。逆に経済記事での金融アナリストや業界関係者が、りそなグループからの売却や独立の可能性を臆測するコメントを寄せた。埼玉県の指定金融機関の鍵を握る土屋義彦埼玉県知事（当時）が、2003年5月20日の定例記者会見で「（※前身のあさひ銀時代からの りそな銀を親に見立てて）もう成人したのだから独立しても良いのでは」との発言がなされた。
しかし、適用申請後間もない2003年5月末に、りそなホールディングスの川田憲治社長は、りそなホールディングス傘下の各銀行社員の賃金3割カット、人員削減というリストラ策を盛り込んだ経営健全化計画を政府へ提出した。「りそなグループ全体の経営方針について国の監視下に置かれると認識している」と発言し、経営面での大きな動きが無いことを示し、独立をめぐる臆測を牽制した。同年8月に預金保険機構が取得したりそな銀行普通株式の株式交換によって、親会社りそなホールディングスの筆頭株主となり実質国有化されている。

### 地域密着型金融への取り組み
2003年11月には上田清司埼玉県知事と相川宗一さいたま市長（当時）らが、今後のりそなグループ再編に備え、りそなホールディングスから埼玉りそな銀行の株式を取得のうえ「県民銀行」化する構想を提唱したが、公金使用の是非を巡る意見や県内地銀である武蔵野銀行の統合の是非などから、構想は宙に浮いた経緯がある。
りそなショック後に埼玉りそな銀行は「リレーションシップバンキング機能強化計画」と「地域密着型金融の推進への取り組み」を公表した。これに基づき、埼玉県内在住の個人を対象とした住宅ローンの条件優遇や、中小企業向けの融資のラインナップ拡充など地域に着眼した独自のサービスを提供している。
また、銀行のディスクロージャー情報に加えて埼玉県に纏わる話題を掲載した『埼玉りそなTODAY』という小冊子や、投資信託・年金保険商品の宣伝および著名人の対談・エッセイ掲載したセカンドライフ情報誌『彩5L』（サイ ファイブエル 編集:ライフエンタテイメント）をそれぞれ季刊で発行している。

### 店舗

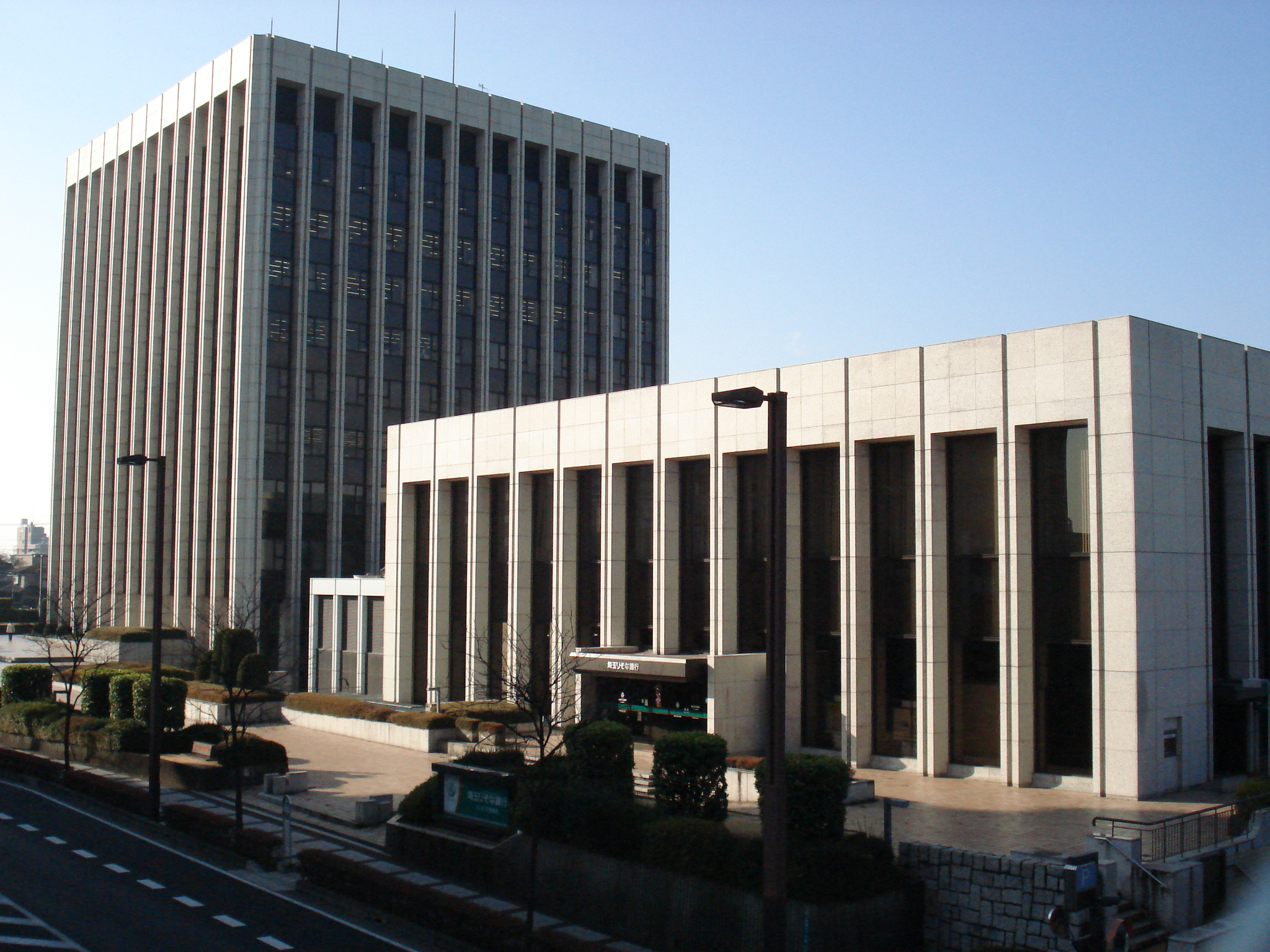
現・本店（さいたま営業部）
（旧埼玉銀行本店→旧あさひ銀行浦和営業部→旧あさひ銀行さいたま営業部）

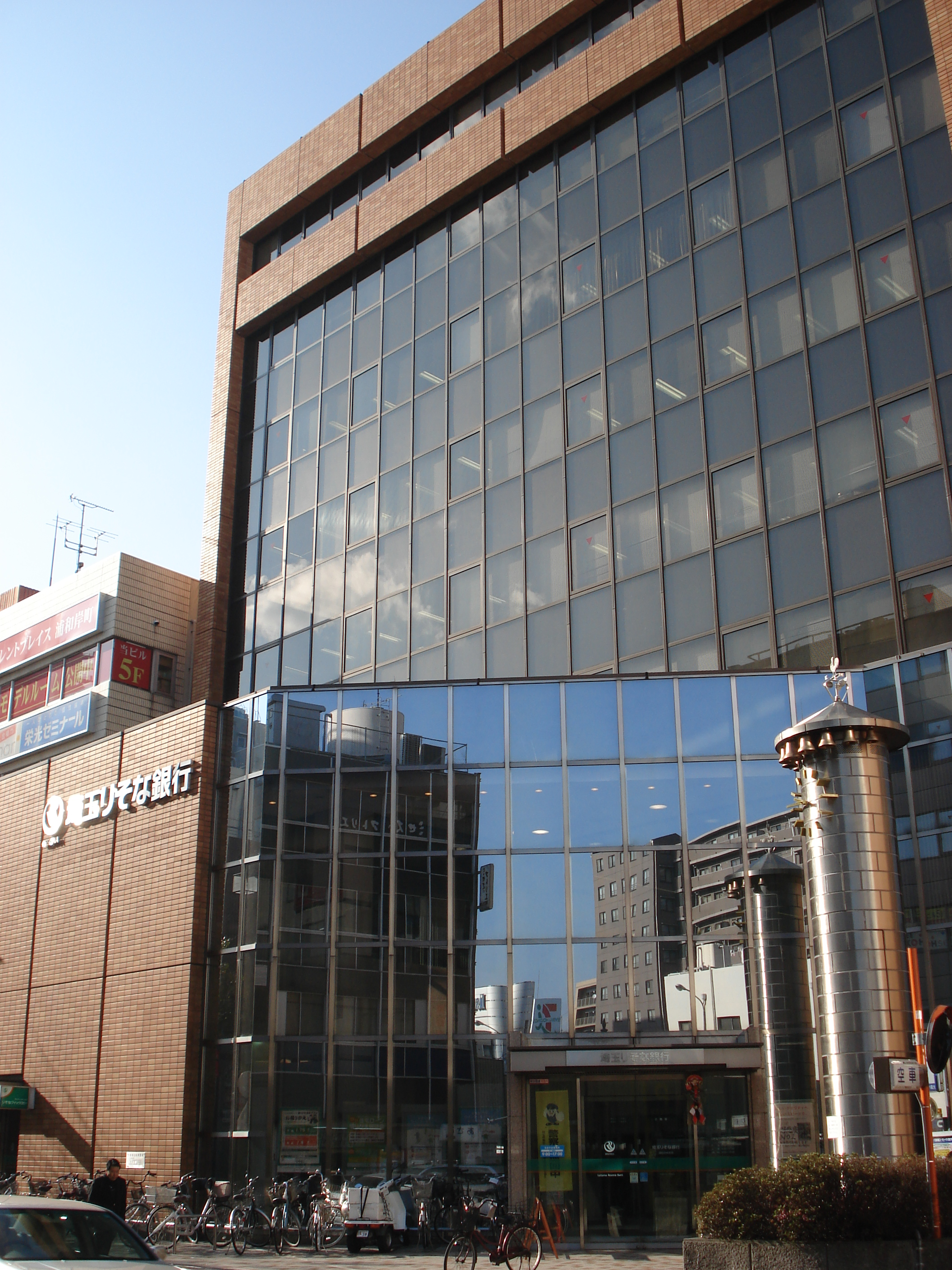
浦和中央支店
（旧武州銀行本店跡・旧埼玉銀行前本店）

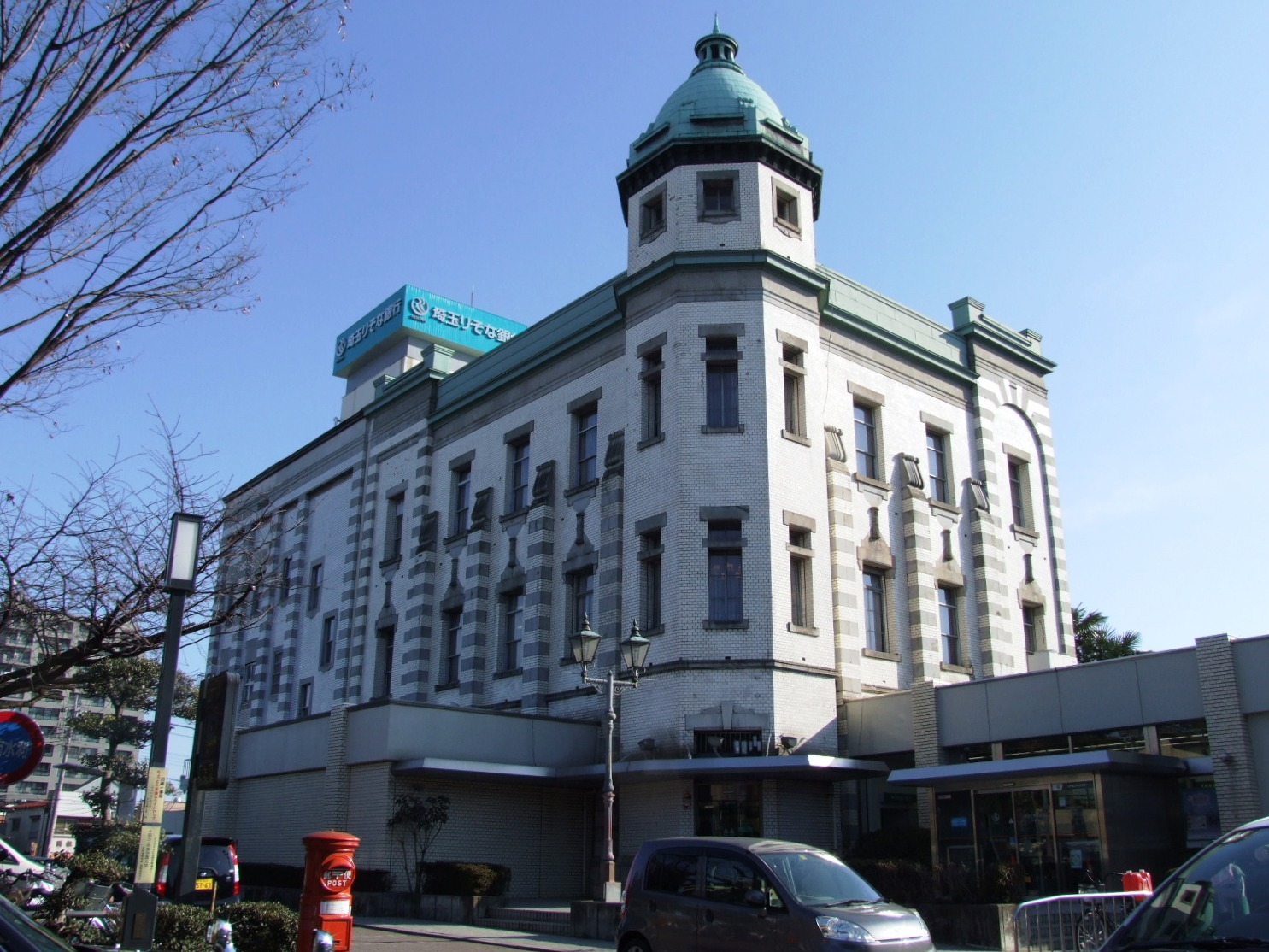
川越支店蔵の街出張所
（旧第八十五国立銀行本店）

旧あさひ銀行の埼玉県内の有人店舗のうち、りそな銀行が引き継ぐ目的で合併間際に開設された空中店舗の浦和支店を除く108店舗（旧あさひ銀行の有人店舗総数の約3分の1に相当）と、りそな・マルハビルの大手町中央支店、池袋東口支店、新宿駅前支店（2004年9月17日閉店）の3店舗を承継した。
埼玉県外で支店扱いの拠点は東京支店のみである。埼玉りそな銀行単体での店舗・無人出張所（ATM）拠点数はBANCS提携の都市銀行5行の中では最も少ない、地方銀行と同等の水準となっている。なお、埼玉りそな銀とりそな銀行の現金自動預払機（ATM）では、通帳・キャッシュカードを自社（自行）扱いで相互利用できるが、店舗での取引では相互に銀行代理契約は結ばれているものの他社（他行）にあたるため、自社の口座以外では受付不可となっているものもある。なお、関西みらい銀行（相互に銀行代理契約あり）、みなと銀行（銀行代理契約なし）との取引も、りそな銀行と同様に全ての時間帯で手数料が自社扱いとなる。
2004年より、坂戸市の東坂戸代理店（2007年3月廃止）を除く全店舗で、窓口業務時間を午後5時までに拡大した。

## 沿革
- 2002年（平成14年）8月27日 - 株式会社大和銀ホールディングス（現・株式会社りそなホールディングス）の完全子会社として設立。
- 2003年（平成15年）
  - 3月1日 - 株式会社あさひ銀行（同日付で株式会社大和銀行と合併して解散）を分割会社とする吸収分割により営業を承継。
  - 3月3日 - 埼玉りそな銀行としての営業開始。
- 2009年（平成21年）11月24日 - りそなホールディングス東京本社の移転に先立ち、大手町中央支店を東京都文京区後楽に移転し、空中店舗化。併せて、支店名を東京支店に改称（実体店としては、りそな銀行と重複名称となる支店は初となる）。
- 2010年（平成22年）5月6日 - 東京本部を深川ギャザリアへ移転。
- 2017年（平成29年）
  - 4月 - 群馬県高崎市と太田市に法人向け営業拠点「たかさきビジネスオフィス」「おおたビジネスオフィス」を設置。北関東エリアに初進出。
  - 5月1日 - 埼玉高速鉄道埼玉スタジアム線浦和美園駅の副駅名制度を利用し、「浦和美園とともに歩む　埼玉りそな銀行最寄駅」と命名。
  - 11月 - 2003年に営業を開始してから、初となる埼玉県内の新たな営業拠点として「浦和美園出張所」を設置。
- 2018年（平成30年）
  - 4月10日 - さいたま新都心支店に法人顧客支援拠点「ビジネスプラザさいたま」開設[11]。
  - 10月 - 「越谷レイクタウン出張所」を設置。
- 2019年（令和元年）12月26日 - さいたま市とキャッシュレス化推進のための覚書を締結[12]。
- 2020年（令和2年）3月19日 - 信託業務の兼営認可を取得し、4月から業務を開始[13]。
- 2021年（令和3年）10月1日 - 銀行業等高度化会社制度に基づき「株式会社地域デザインラボさいたま」設立[14]。

## 海外拠点
埼玉県内を主な営業地域としているため、直接の海外拠点は保有していない（りそなグループとして有する拠点についてはりそな銀行#海外拠点参照のこと）。また、旧埼玉銀行が有していた海外拠点（サンパウロ駐在員事務所等）については、旧あさひ銀行時代の2001年（平成13年）に東京三菱銀行（現：三菱UFJ銀行）へ全て売却している。

## 主な商品サービス
ほとんどのサービスはりそな銀行と共通で、オペレーションなどは共同で運営されている。

### 総合口座
当社では総合口座を「りそなリテール口座」（「あさひリテール口座」を踏襲）と称しており、『くらしの通帳』と『ゆとりの通帳』の2冊に分かれている。冊子自体は、りそな銀行と同一のものを使用している。

### 埼玉りそな銀行マイゲート
インターネットバンキング・テレホンバンキングサービスである。

## システム統合
りそなグループ全体のシステムを、旧あさひ銀行のシステムをベースとした「統合システム」に移行した為、りそな銀行の旧あさひ店同様、2005年（平成17年）5月6日から「統合システム」に移行している。

## 地元局のスポンサー番組等
あさひ銀行時代から継続されている。

### 現在
- テレ玉 『ニュース930』『埼玉ビジネスウォッチ』
- NACK5 平日の時報スポンサー

### 過去
- テレ玉 『ウィークエンド930』

### 注
1. ↑  比企郡小川町、同嵐山町は埼玉縣信用金庫（←旧小川信用金庫）、秩父郡横瀬町は武蔵野銀行が指定金融機関とされており、所沢市は三菱UFJ銀行との輪番制である（三菱UFJ銀行が辞退のため、2019年7月以降は埼玉りそな銀行が単独指定金融機関となる予定）。
2. ↑  他のりそなグループ各社はスタジオジブリ製作の「ひびきが丘物語」廃止後はキャラクターを使用していない。2013年7月に猫の「りそにゃ」がコミュニケーションビジュアルとして登場したが、通帳・カードには使用されていない。
3. ↑  旧埼玉銀行本店 → 旧あさひ銀行浦和営業部 → 旧あさひ銀行さいたま営業部。
4. ↑  埼玉県内の旧大和銀行（りそな銀行）の支店は朝霞台支店しか現存していない。1970年代以降の埼玉銀行のロゴタイプは角字体で、りそなグループのロゴとはフォントが近いものであった。
5. ↑  2009年（平成21年）11月24日に東京都文京区後楽の住友不動産飯田橋ファーストビル7階に移転し「東京支店」に店名変更となる（埼玉りそな銀行店舗移転のお知らせ(りそなホールディングス)）（2010年1月13日閲覧）
6. ↑  2012年（平成24年）6月19日に東京支店に統合される（埼玉りそな銀行店舗統合のお知らせ(りそなホールディングス)）（2012年3月31日閲覧）
7. ↑  例えば、りそなVISAデビットカード(JMB)は2012年1月時点ではりそな銀行でしか販売していないため、埼玉りそなの顧客が利用したい場合は、りそな銀行での口座開設が必要であった（通常、開設希望店舗周辺での在住・在勤・在学者でなければ開設できない）。2022年現在では、埼玉りそな銀行でも利用可能になっている。また、定期預金・投資信託類の預入・解約や各種諸手続きも他社店舗では取扱出来ない。